# مهرجان دبي الدولي للشعر
مهرجان دبي الدولي للشعر هو مهرجان شعري عالمي أطلقه محمد بن راشد آل مكتوم نائب رئيس دولة الإمارات العربية المتحدة رئيس مجلس الوزراء حاكم دبي في 23 حزيران/يونيو 2008. تقام الدورة الأولى من المهرجان في الفترة ما بين 4-10 مارس 2009، في مدينة جميرا وبيت الشعر في دبي.
قام المهرجان في دبي تحت شعار «ألف شاعر، لغة واحدة» ويستضيف على مدى خمس سنوات ألفاً من شعراء العالم، ليشاركوا في فعاليات تتضمن أمسيات شعرية، وندوات، وورش عمل، وملتقيات وفعاليات أخرى عديدة.

## وصلات خارجية
- الموقع الإلكتروني للمهرجان.